# Sojoez TM-30
Sojoez TM-30 (Russisch: Союз ТМ-30) was een Russische expeditie naar het ruimtestation Mir dat deel uitmaakte van het Sojoez-programma. Het was de negenendertigste expeditie naar het ruimtestation Mir en de dertigste van het Sojoez-programma. Sojoez TM-30 was tevens de allerlaatste expeditie naar het ruimtestation Mir. 

## Bemanning
| Positie         | Lancering                        | Landing                          |
| --------------- | -------------------------------- | -------------------------------- |
| Bevelhebber     | Sergej Zaljotin 1e ruimtevlucht  | Sergej Zaljotin 1e ruimtevlucht  |
| Flight Engineer | Aleksandr Kaleri 3e ruimtevlucht | Aleksandr Kaleri 3e ruimtevlucht |

TM-1 ·
TM-2 ·
TM-3 ·
TM-4 ·
TM-5 ·
TM-6 ·
TM-7 ·
TM-8 ·
TM-9 ·
TM-10 ·
TM-11 ·
TM-12 ·
TM-13 ·
TM-14 ·
TM-15 ·
TM-16 ·
TM-17 ·
TM-18 ·
TM-19 ·
TM-20 ·
TM-21 ·
TM-22 ·
TM-23 ·
TM-24 ·
TM-25 ·
TM-26 ·
TM-27 ·
TM-28 ·
TM-29 ·
TM-30 ·
TM-31 ·
TM-32 ·
TM-33 ·
TM-34